# Cheerful Givers

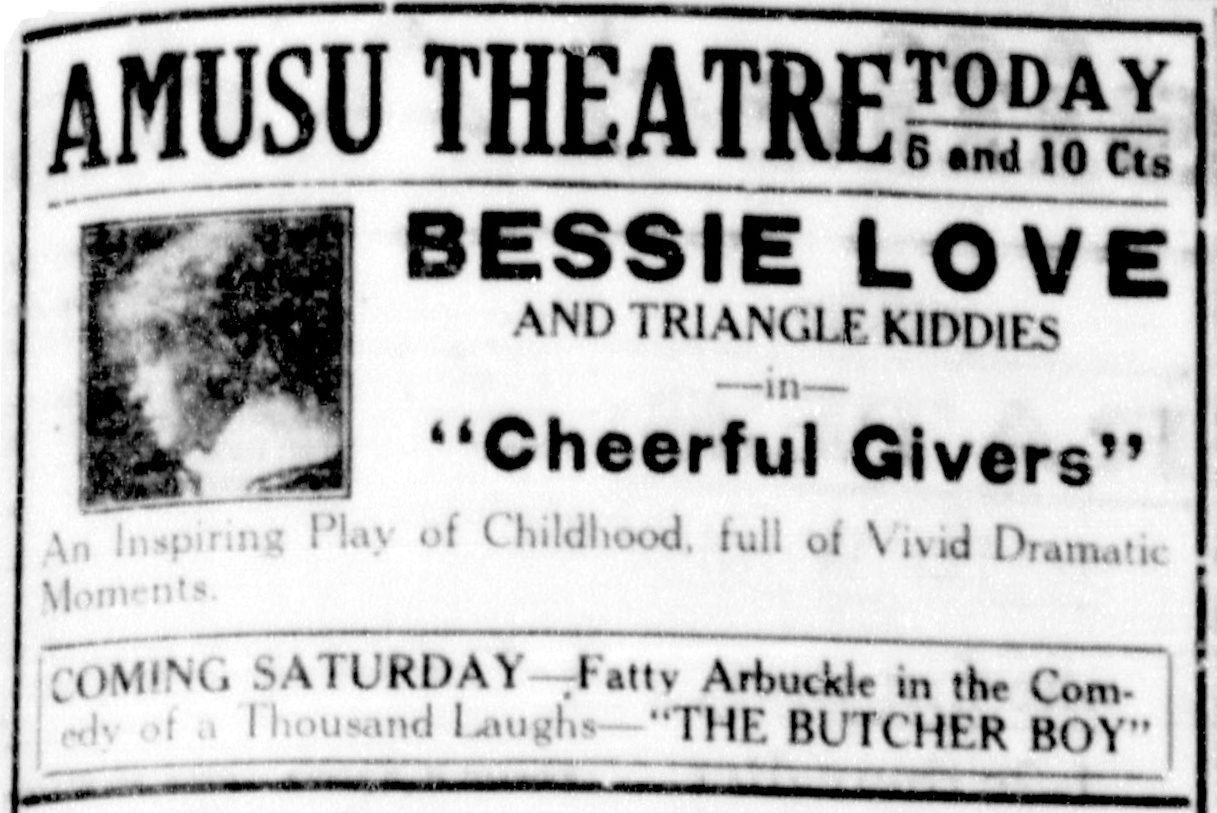
Propaganda do filme em página de jornal da época.

Cheerful Givers é um filme mudo do gênero comédia dramática produzido nos Estados Unidos e lançado em 1917. Dirigido por Paul Powell, foi protagonizado por Bessie Love e Kenneth Harlan.